# Kanadský fotbal

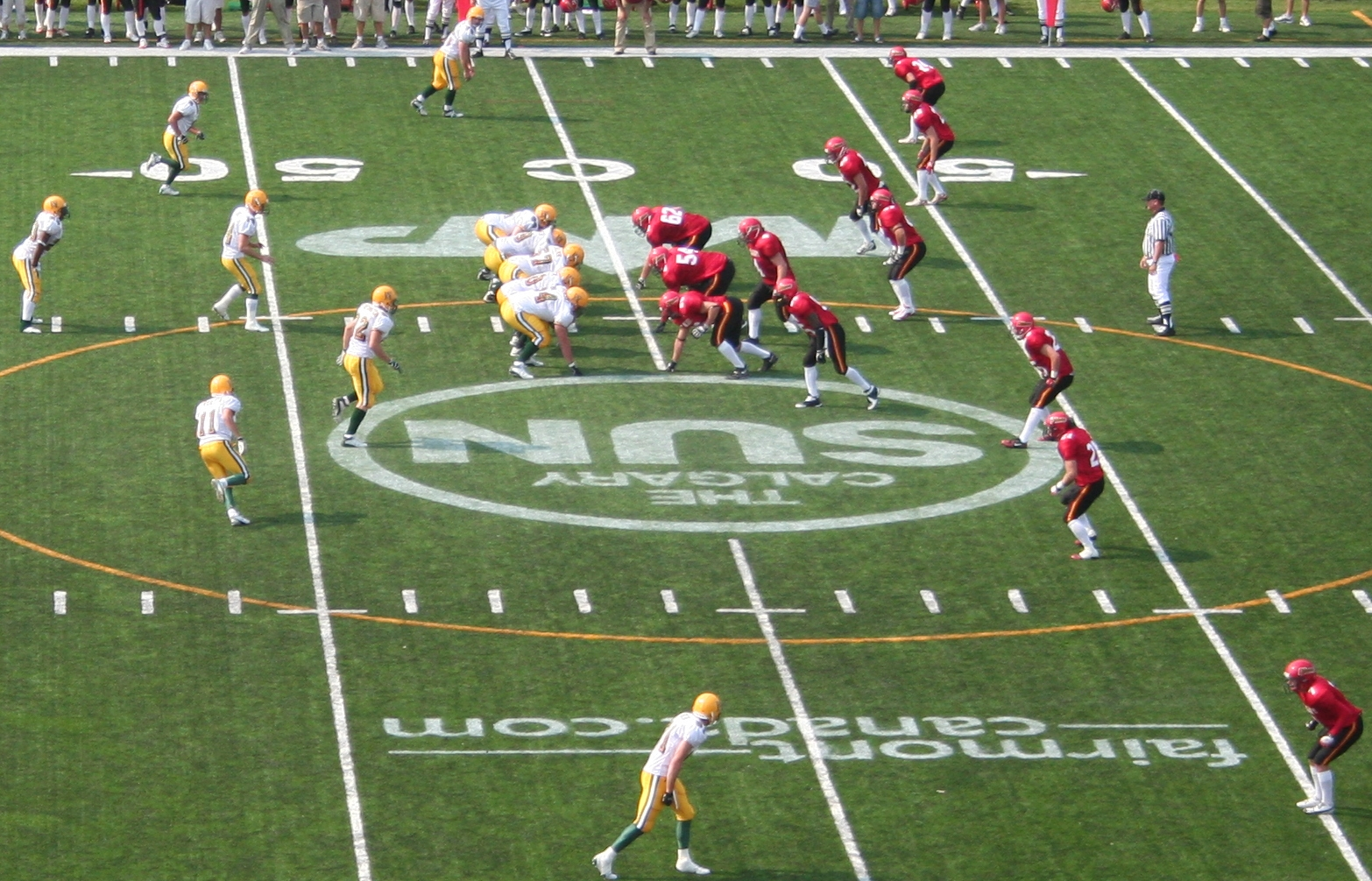

Kanadský fotbal (anglicky Canadian football) je míčový sport, který vznikl v Kanadě v 60. letech 19. století z ragby. Na každé straně stojí 12 hráčů. Cílem týmu je získat více bodů než soupeř. Skórovat lze postupem míčem (během, či zachycením přihrávky) až do soupeřovy endzone – tzv. touchdown je ohodnocen šesti body (dříve pouze pěti). Touchdown může tým potvrdit za jeden bod kopem mezi dvě tyče branky, nebo pokusem dostat míč opět do koncové zóny soupeře v případě úspěšného pokusu je potvrzení za dva body. Možností je i kopnout do brankové konstrukce („háčka“) míč, což je ohodnoceno třemi body, pokud se kicker netrefí mezi dvě tyče a míče spadne do koncové zóny, tým si připíše jeden bod. To samé platí, když hráč protějšího týmu zachytí míč v koncové zóny a zaklekne v ní, aby neriskoval fumble. Další možností skórování je tzv. safety (složení hráče s míčem na jeho vlastní endzone; ohodnoceno za dva body) nebo také z puntu (hráč chytí míč z odkopávání a doběhne k hranicím hřiště; za jeden bod).